# 安雅·奧臣
安雅·奧臣（Anya Olsen，1994年9月27日—），美國女性色情演員及成人模特兒。

## 簡歷
安雅·奧臣生於在紐約州邊遠地區，有一兄一姊二弟，5歲時隨家人移居堪薩斯州，至13歲再搬往紐約市生活。她涉足美國成人娛樂行業前曾在脫衣舞俱樂部任職袒胸按摩師，又於波士頓當過酒保，同時銷售房地產；在波士頓任酒保期間認識了另一色情演員阿什利·費雷斯（Ashley Fires），經其丈夫即色情電影導演傑克·科納（Jack Kona）推薦下到洛杉磯試鏡，輾轉便於2015年開始投入成人模特兒及色情演員事業。
2017年，安雅·奧臣首次入圍《第34屆AVN獎》「成人影帶新聞最佳新星獎」，同年亦得到多個業界提名。

## 曾獲獎項與提名
| 年份   | 獎項                                                                           | 結果 |
| 2017年 | 第34屆AVN獎「成人影帶新聞最佳新星獎」                                          | 提名 |
| 2017年 | 第34屆AVN獎「最佳全女性性愛場景」（《Girlfiction》）                           | 提名 |
| 2017年 | 第34屆AVN獎「最佳全女性群交場景」（《Violation of Piper Perri》）              | 提名 |
| 2017年 | 第34屆AVN獎「最熱門新人」                                                      | 提名 |
| 2017年 | Spank Bank獎「最可幹腳部」                                                     | 提名 |
| 2017年 | Spank Bank獎「最性感陰唇」                                                     | 獲獎 |
| 2017年 | Spank Bank獎「天生陰莖殺手」                                                   | 提名 |
| 2017年 | Spank Bank獎「本年度潮吹新人」                                                 | 提名 |
| 2017年 | Spank Bank獎「下一個色情巨星」                                                 | 提名 |
| 2017年 | Spank Bank獎「滑如絲」                                                         | 提名 |
| 2017年 | Spank Bank技術獎（The Rarely Discussed 'Slutty' Olsen Sister）                 | 獲獎 |
| 2017年 | XBIZ獎2017「最佳新人」                                                         | 提名 |
| 2017年 | XRCO獎「本年度最佳新人」                                                       | 提名 |
| 2018年 | 第35屆AVN獎「最佳全女性性愛場景」（《Cheer Squad Sleepovers 20》）」           | 提名 |
| 2018年 | 第35屆AVN獎「最佳三人性愛場景（一王二后）」（《No Strings Attached Threesome》） | 提名 |
| 2018年 | 第35屆AVN獎「最喜愛色情女星」                                                  | 提名 |
| 2018年 | XBIZ獎2018「本年度最佳女演員」                                                 | 提名 |
| 2018年 | XBIZ獎2018「最佳奇特場景」（《Ripe 4》）                                       | 提名 |
| 2019年 | XBIZ獎2019「最佳情景影片」（《Fixing For a Fuck》）                            | 提名 |
| 2020年 | 第37屆AVN獎「最佳單獨 / 挑逗演出」（《Fuck Phys-Ed》）                         | 提名 |

## 外部連結
- 安雅·奧臣的Instagram帳戶（英文）
- 安雅·奧臣的X（前Twitter）（英文）
- Anya Olsen在互联网电影资料库（IMDb）上的資料（英文）
- 成人電影資料庫上安雅·奧臣的资料（英文）
- Anya Olsen - iafd.com（英文）